# Hedinobius hummelii
Hedinobius hummelii är en mångfotingart som beskrevs av Karl Wilhelm Verhoeff 1934. Hedinobius hummelii ingår i släktet Hedinobius och familjen fåögonkrypare. Inga underarter finns listade i Catalogue of Life.